# Iain Armitage
Iain Armitage (Savannah, Georgia; 15 de julio de 2008), es un actor estadounidense, hijo del también actor Euan Morton y de la productora de teatro Lee Armitage. Interpretaba al joven Sheldon Cooper en la serie El joven Sheldon.

## Carrera

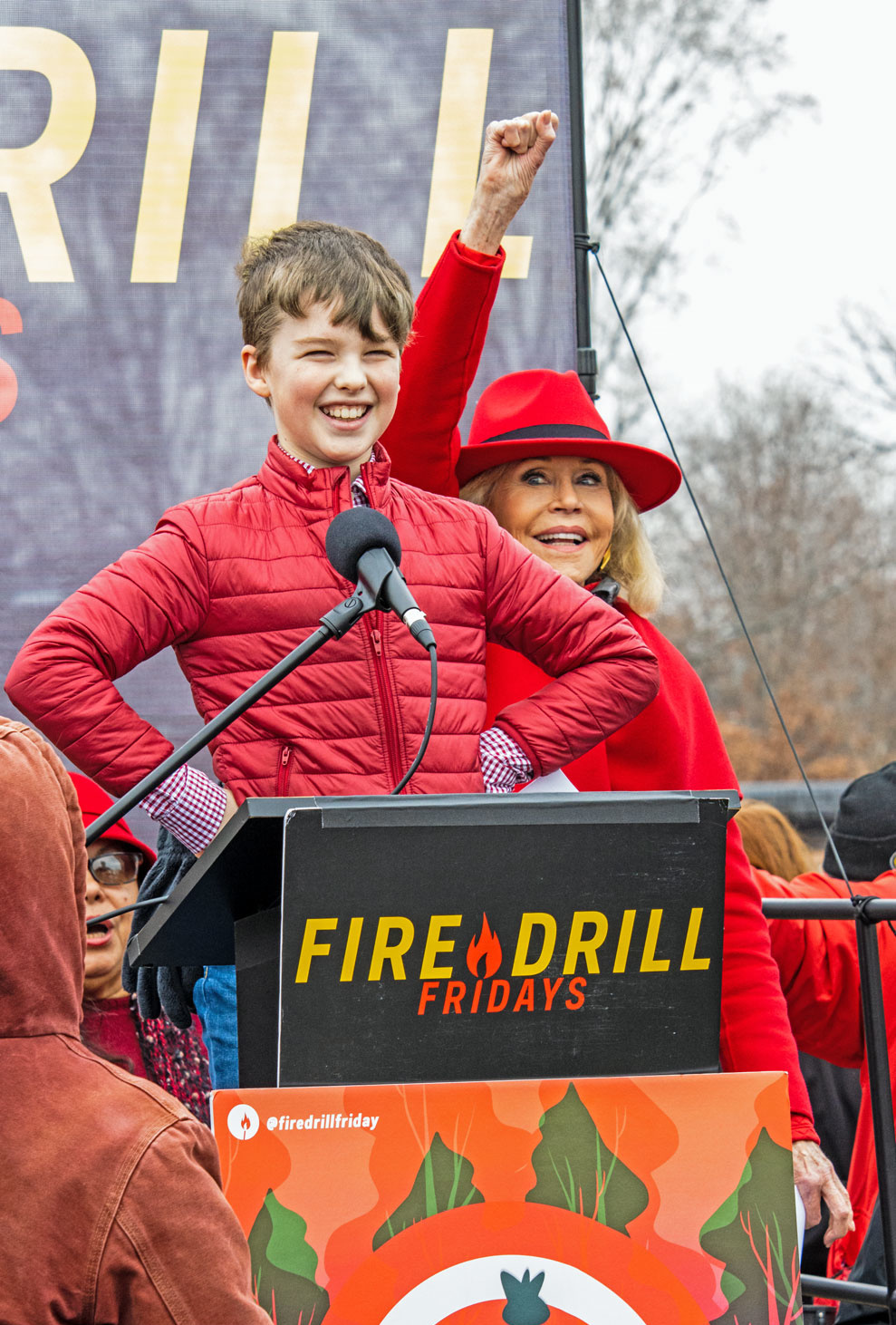
Iain con Jane Fonda en 2020.

Comenzó su carrera en enero de 2017, cuando participó en un episodio de Law & Order: Special Victims Unit, en el papel de un niño, Theo Lachere, que había sido secuestrado. Poco después interpretó el papel de Ziggy Chapman en la miniserie de HBO Big Little Lies. Más tarde apareció en la película The Glass Castle, una adaptación sobre la obra del mismo nombre de la escritora Jeannette Walls.
Desde septiembre de 2017 es el principal protagonista, interpretando al joven Sheldon Cooper, en El joven Sheldon, una precuela de la serie The Big Bang Theory.

## Vida personal
Armitage vive en Arlington, Virginia, es hijo de Euan Morton y de la productora teatral Lee Armitage. Es nieto del exsecretario del Estado de los Estados Unidos, Richard Lee Armitage.
Está muy interesado en el aprendizaje de idiomas, por lo que habla varios idiomas. De entre ellos destaca el ruso, del que tiene un gran dominio. Se aventuró a estudiarlo a través de una app de idiomas durante el confinamiento por la pandemia de COVID-19. También sabe hablar algo de armenio, ucraniano, asirio, cingalés, alemán, español e italiano.

## Filmografía

### Cine
| Año  | Título               | Papel                     | Notas |
| ---- | -------------------- | ------------------------- | ----- |
| 2017 | The Glass Castle     | Brian Walls (5 años)      |       |
| 2017 | Nosotros en la noche | Jamie Moore               |       |
| 2017 | I'm Not Here         | Stevie                    |       |
| 2020 | ¡Scooby!             | Joven Shaggy Rogers (voz) |       |

### Televisión
| Año       | Título                            | Papel                  | Notas                            |
| --------- | --------------------------------- | ---------------------- | -------------------------------- |
| 2014      | Impractical Jokers                | Él mismo               | Episodio: "Mirar hacia abajo"    |
| 2016      | Little Big Shots                  | Juez invitado          | Episodio: "The Idom of Love"     |
| 2017-2019 | Big Little Lies                   | Ziggy Chapman          | Recurrente, 2 temporadas         |
| 2017      | Law & Order: Special Victims Unit | Theo Lachere           | Episodio: "Chasing Theo"         |
| 2017–2024 | El joven Sheldon                  | Sheldon Cooper         | Protagonista                     |
| 2018      | The Big Bang Theory               | Sheldon Cooper (joven) | Episodio: "The VCR Illumination" |
| 2018      | Jeopardy!                         | Él mismo               | 6 episodios                      |

### Web Serie
| Año           | Título             | Papel    |
| ------------- | ------------------ | -------- |
| 2014-presente | Iain Loves Theatre | Él mismo |